# Jean-Félix-Onésime Luquet
Pour les articles homonymes, voir Jean Luquet.
Jean-Félix-Onésime Luquet, né le 17 juin 1810 à Langres (France) et décédé le 3 septembre 1858 à Rome, est un architecte au service du diocèse de Langres. Devenu prêtre et membre des Missions étrangères de Paris il est évêque (coadjuteur) du vicariat apostolique de Pondichéry à partir de 1845. Revenu en Europe il passe quelques années au service du Saint-Siège.
Comme missionnaire en Asie, il se fait remarquer comme promoteur du recrutement d'un clergé indigène, dans l'esprit des Monita ad Missionarios (« Instructions aux missionnaires ») de son Institut religieux (1664).

## Biographie

### Langres: jeunesse et conversion

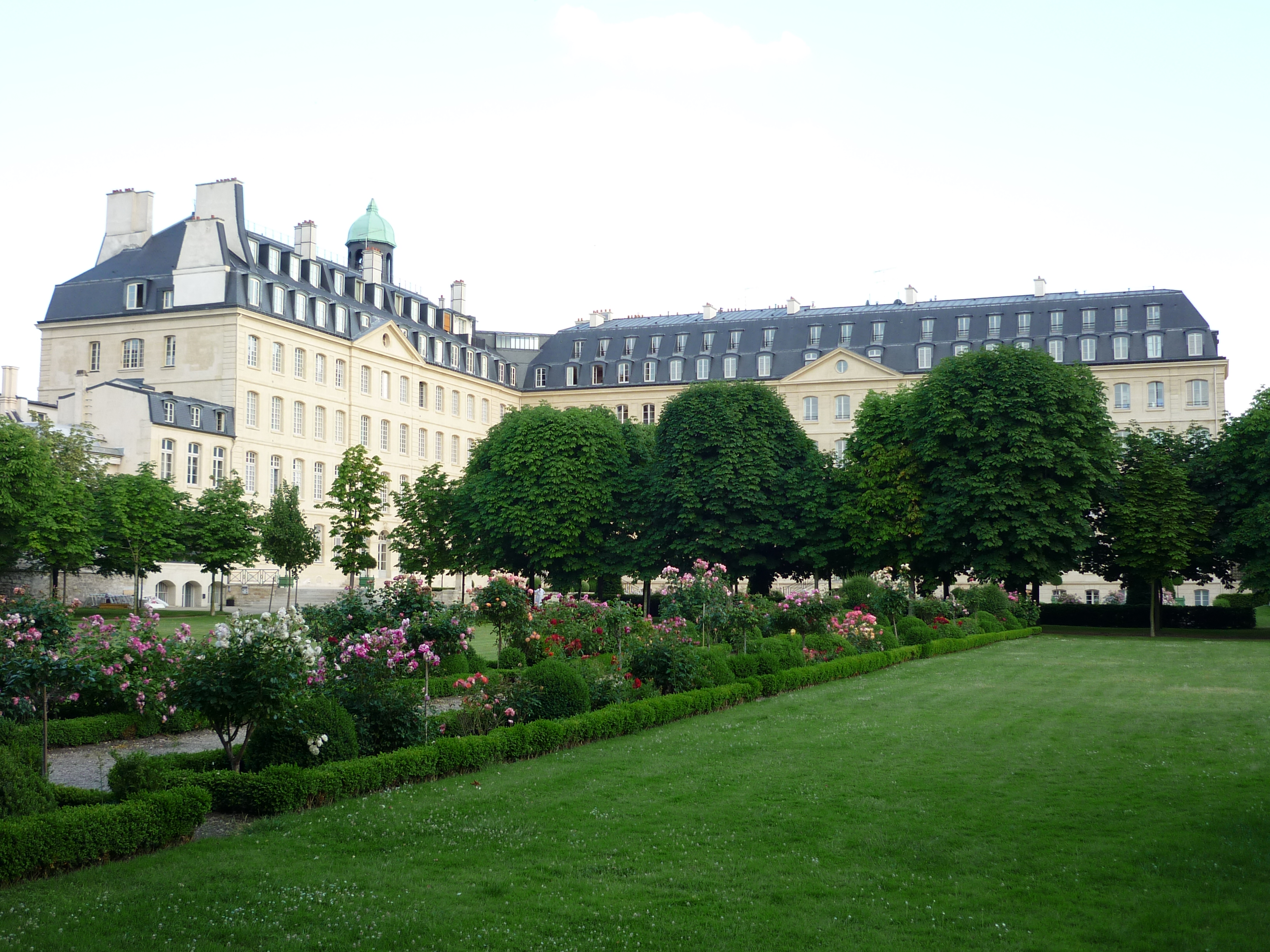
Après avoir mené une vie décousue, Jean Luquet vit une conversion profonde et rentre au Séminaire Saint-Sulpice, avant de rejoindre les Missions étrangères de Paris, qui l'enverront comme missionnaire en Orient.

Jean-Félix-Onésime Luquet est né le 17 juin 1810 dans la paroisse Saint-Mammès, à Langres (Haute-Marne). 
Après des études aux Beaux-Arts, il s'oriente d'abord vers l'architecture qu'il apprend durant six ans (1828-1834) et pratique pendant quatre ans. Il mène alors une vie dissolue, loin de l'Église, jusqu'à un voyage de dilettante et d'artiste en Italie, au cours duquel il vécut une conversion foudroyante, le 22 octobre 1833, à Naples. Rentré à Langres, il rompt ses fiançailles avec une jeune demoiselle de Naples. Il s'engage alors comme architecte au service de son évêque, Césaire Mathieu, et on lui doit la construction de trois églises dans le diocèse de Langres, notamment les églises de Charmoilles ou de Perrogney et s'intéresse de près à la conservation et à l'embellissement de la cathédrale de sa ville natale.
Il se passionne particulièrement pour le passé de Langres et participe activement à la création du musée de Langres et de la Société archéologique. En 1838, il publie un ouvrage sur les découvertes archéologiques faites à Langres depuis la Renaissance : Antiquités de Langres.
Au début d'octobre 1837, alors qu'il sombre à nouveau dans les vices de sa vie passée, il vit une seconde conversion, y discerne avec son directeur spirituel une vocation sacerdotale, et s'engage sur la voie du sacerdoce pour devenir prêtre. En juin 1838, il est envoyé au Séminaire Saint-Sulpice à Issy-les-Moulineaux pour y faire sa philosophie et sa théologie, où il fréquente un autre séminariste, le juif converti, François Libermann, futur fondateur de la Société du Saint-Cœur de Marie, que rejoindra la Congrégation du Saint Esprit.

### Les Missions: espoir et frustrations

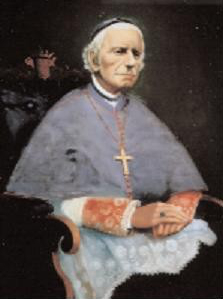
Le père Luquet est accueilli en Inde par Clément Bonnand, qui préparait le synode qui se tiendra à Pondichéry du 18 janvier au 13 février 1844, et dont l’importance sera considérable par les questions traitées, et par son influence sur les missions de l’Inde.

Désireux de rejoindre les missions en Orient, il rejoint les prêtres des Missions étrangères de Paris le 19 juillet 1841, un mois après que Melchior de Marion-Brésillac, le futur fondateur de la Société des Missions africaines de Lyon qui devint son ami. Il occupe l'ancienne chambre d'un martyr, Pierre Dumoulin-Borie, mort martyr au Vietnam en 1838. Si le désir du dévouement personnel, des souffrances et du martyre l'avait attiré aux Missions, il apprend que le but et le couronnement de sa vocation missionnaire sera la fondation d'un Église locale, capable de vivre de ses propres moyens.
Fasciné par l'histoire des Missions Etrangères de Paris, il découvre le vie d'un de ses fondateurs, François Pallu, et un texte fondateur, les Monita ad Missionarios de 1664, qui recommande l'inculturation de l'Evangile et l'appel d'un clergé autochtone pour développer les missions. Il se servira pour plaider le renouveau de la Société missionnaire et son dévouement à la formation d'un clergé indigène dans la publication de ses Lettres à Mgr l'Evêque. Ordonné prêtre le 21 mai 1842, il reçoit sa mission pour les Indes, et quitte Paris le 21 décembre 1842, pour Pondichéry. Il y est accueilli par Clément Bonnand, vicaire apostolique (évêque) de Pondichéry. Deux ans seulement après son arrivée se tient le Synode de Pondicherry du 18 janvier au 13 février 1844. C’est un moment important de la croissance de l’Église en Inde, car il se prononce en faveur de l’érection de la hiérarchie catholique dans tout le pays. Le Père Jean-Félix-Onésime Luquet est envoyé comme délégué à Rome pour communiquer au Saint Père le souhait des pères du synode.
En présentant les actes du Synode à la Congrégation pour la Propagation de la Foi, il y ajoute ses Eclaircissements sur le Synode de Pondicherry, sans pouvoir les soumettre à l'avis de ses confrères. Ses conclusions sont largement appréciées par le Pape Grégoire XVI, et la Congrégation de la Propagation de la Foi publie l'instruction Neminem profecto le 23 novembre 1845 qui impose la formation d'un clergé autochtone.
Avec l'encouragement de son supérieur, Charles-François Langlois, qui y voit un "honneur" pour les Missions étrangères de Paris, et malgré l'avis défavorable de ses confrères en Inde, Jean-Félix-Onésime Luquet est élevé au rang d'évêque coadjuteur du vicaire apostolique de Pondicherry et évêque titulaire d'Hesbon (de) et son ordination épiscopale a lieu à la Chiesa Nuova le 7 septembre 1845. Après une "houleuse controverse", l'opposition de ses confrères en Inde est telle qu'il ne peut revenir en Inde, et que le père Langlois le désigne comme procureur des Missions Etrangères de Paris auprès du Saint-Siège.

### Rome: missions et visions

#### La défiance
Jean-Félix-Onésime Luquet n'exerce que deux ans les fonctions de gérant des affaires des Missions Etrangères à Rome. Sa nomination définitive est en effet contestée par les vicaires apostoliques et les missionnaires. Accusé de carriérisme et d'intrigues, il se voit ainsi privé de la confiance de sa Société, mais reçoit d'autres missions pontificales.

#### L'échec suisse
Jean-Félix-Onésime Luquet est envoyé en Suisse le 28 décembre 1847, en tant que délégué extraordinaire du pape, dans le but d'établir des contacts avec les cantons catholiques de Lucerne, Fribourg et Valais, vaincus lors de la Guerre du Sonderbund, et avec la Diète. Idéaliste, éprouvant de la sympathie pour le mouvement démocratique, il est pris en tenaille entre les conservateurs et les radicaux. Il fut rappelé à Rome en 1848 et tomba en disgrâce.

#### Les tourments de la Révolution romaine
À la suite de l'assassinat du ministre de Pie IX Pellegrino Rossi, Luquet renouvelle sa fidélité au Saint-Père. Face aux révolutionnaires romains, la France répond à l'appel de Pie IX pour donner des gages au parti de l'Ordre et aux catholiques, animés par Montalembert, qui ont assuré le succès de la candidature de Bonaparte à l'élection présidentielle. D'autre part, la France a des intérêts financiers dans l'ancien État pontifical qu'elle souhaite sauvegarder. Quand le 30 avril 1849, le corps expéditionnaire français se présente avec 5 000 soldats, il fait partie des ecclésiastiques qui se dévouent pour sauver les blessés. Il publiera plus tard ses Souvenirs de l'expédition.

#### Dernières années

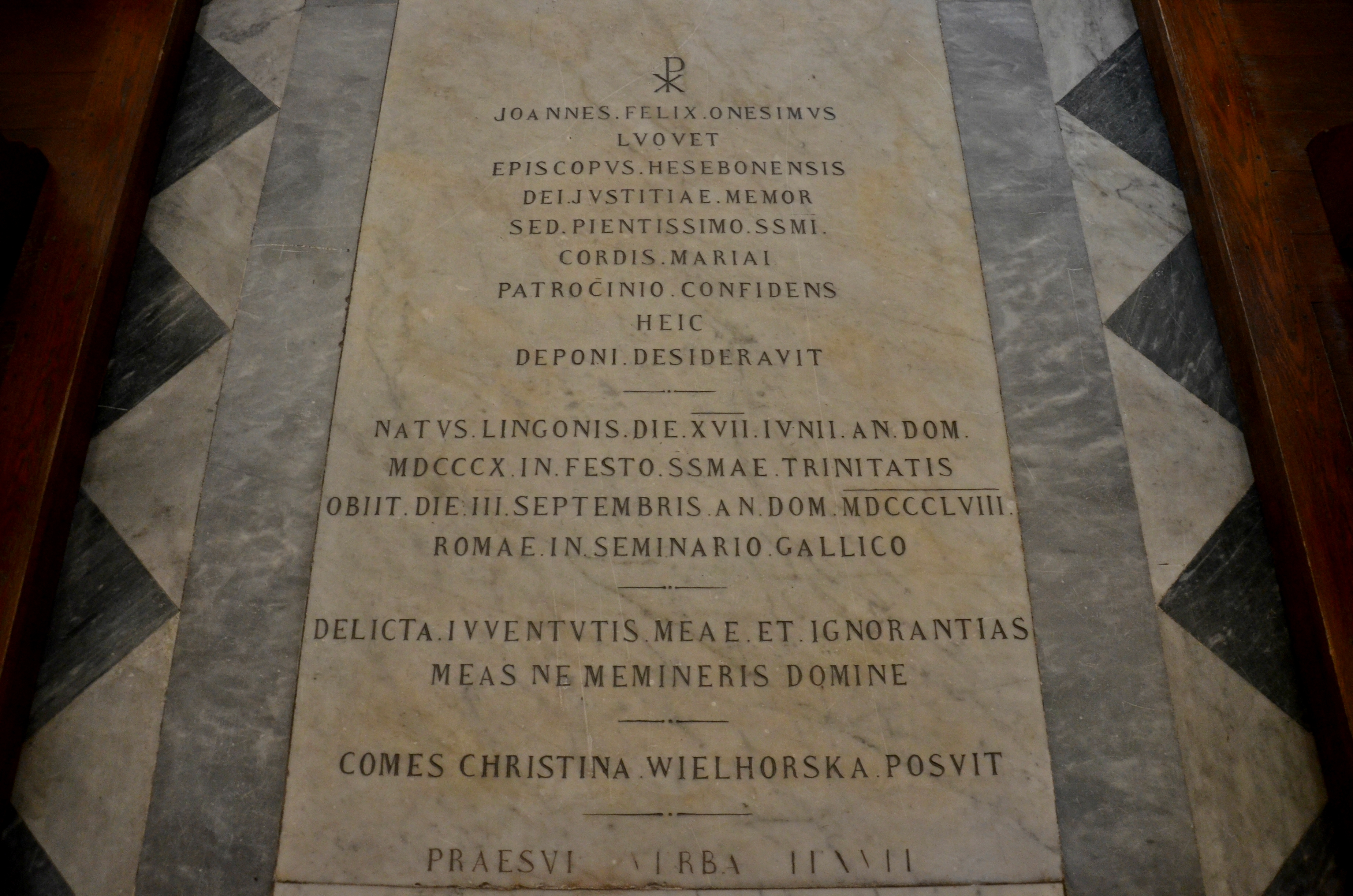
Tombe de Jean-Félix-Onésime Luquet des Missions Etrangères de Paris au Séminaire pontifical français de Rome.

N'ayant plus de ministère officiel, il survit grâce à une pension que lui verse les Missions Etrangères de Paris et son occupation principale est l'apostolat par la plume. Il rédige de nombreuses biographies, de Benoît-Joseph Labre, Benoît le More ou encore Anne-Marie Taigi.
Il accepte aussi un ministère de confession de direction spirituelle, mais refuse de créer une branche masculine des Sœurs de l'Adoration réparatrice, après une correspondance riche avec leur fondatrice, mère Marie-Thérèse du Cœur de Jésus. Il s'installe au Séminaire pontifical français, nouvellement fondé, accueilli par les fils spirituels de son ami François Libermann.
À la fin de sa vie, il nourrit une sincère contrition, revoit ses écrits où il reconnaît avoir manqué de pondération et peut-être de justice: "C'est ma présomption qui me faisait parler ainsi [...] Ceux qui me firent alors de l'opposition avaient bien raison de se défier de moi: je ne les comprenais pas et les accusais d'injustice." 
Il meurt d'un cancer à la bouche le 3 septembre 1858, après avoir souffert pendant six mois, et est inhumé dans la chapelle du Séminaire français, où il repose encore aujourd'hui.

## Spiritualité

### Pensée missionnaire

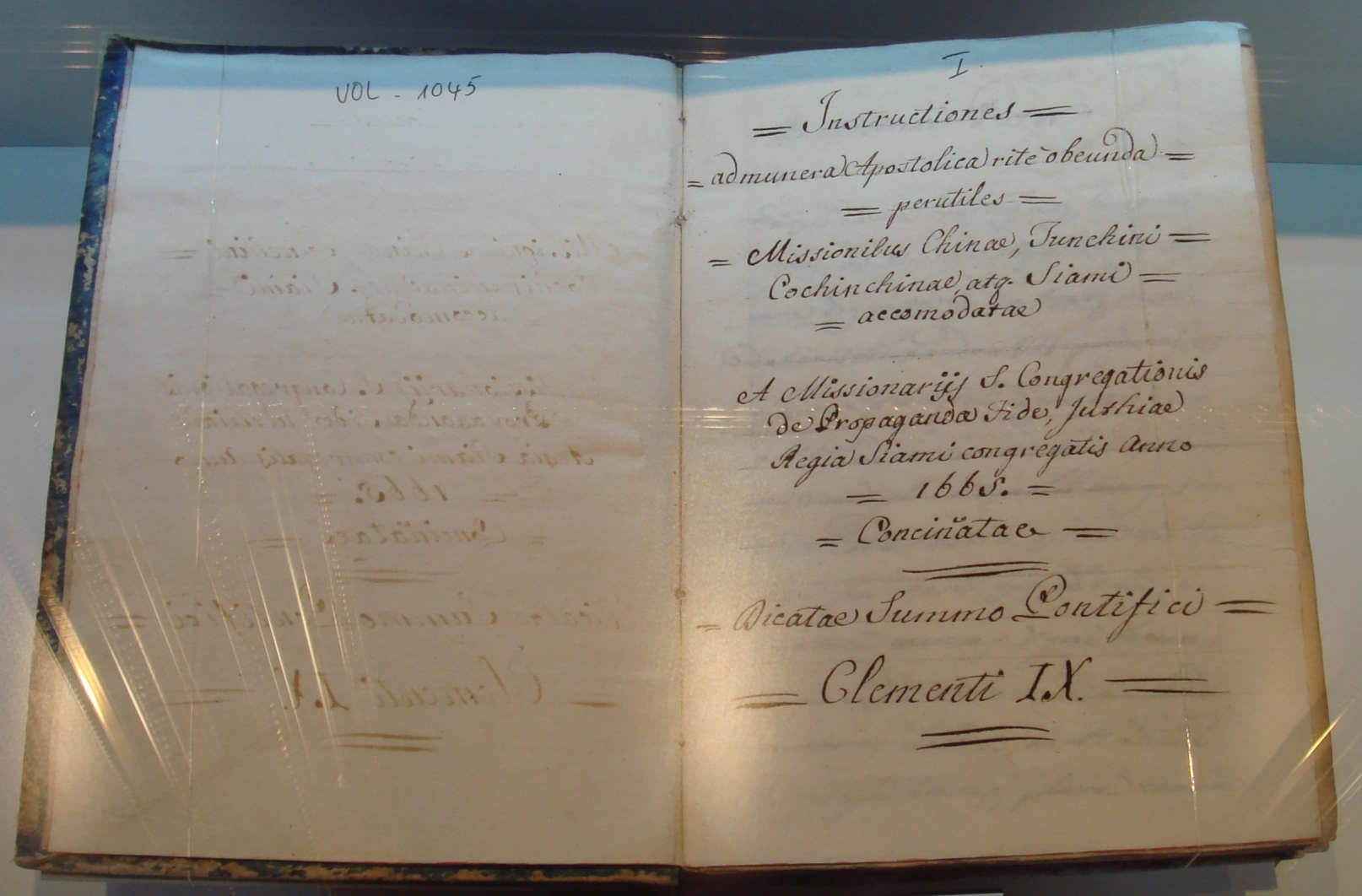
Les Monita ad Missionarios (« Instructions aux missionnaires ») de 1664, écrites par Pierre Lambert de La Motte et François Pallu aux archives des Missions étrangères.

Jean-Félix-Onésime Luquet s'est dévoué tout entier à la cause du clergé indigène. Dans la suite des Monita ad Missionarios (« Instructions aux missionnaires ») de 1664, il pense notamment de que l'évangélisation doit passer par la formation d'un clergé indigène "digne et complet", plus nombreux que le clergé missionnaire, et la multiplication  des évêques titulaires, et non seulement des vicaires apostoliques, pour ainsi multiplier les centres d'action. Il invoque l'autorité du missionnaire jésuite Alexandre de Rhodes, qui attribue à l'absence de clergé indigène la destruction des chrétientés du Japon et de l'Éthiopie." 
Si sa pensée missionnaire est critiquée par la Ligue de la contre-réforme catholique comme allant "dans le sens de l'anticolonialisme" elle est reconnue par l'archiviste des Missions étrangères de Paris, à la lumière des événements qui se sont déroulés depuis cette époque, comme "d'exécution plus pratique et ses vues plus justes, puisque la plupart ont été réalisés"

### Service des missions
Au-delà de ses grands principes, Luquet est avant tout un homme d'Église au service des missions. Il contribua, en tant que procureur des Missions étrangères à Rome et ensuite dans ses différentes activités au rayonnement des missions.
Son œuvre missionnaire aura ainsi une influence au-delà de l'Inde, en Amérique et en Afrique, et son influence s'étend aussi à la naissance de la Société des missions africaines par son ami Marion-Brésillac.
Il sera aussi ainsi à l'origine de l'Institut pontifical pour les missions étrangères. 

### Les Églises d'Orient
Jean-Félix-Onésime Luquet eut aussi à cœur de promouvoir l'unité des chrétiens, et créa en ce sens la Société orientale pour l'union de tous les chrétiens d'Orient, avec le cardinal Fransoni, préfet de la Congrégation pour la Propagation de la Foi. Le comité parisien de la Société Orientale, avec des membres comme Frédéric Ozanam soutient la création de l'Institut slave catholique, dont le recteur, l'abbé Terlecki, attribue la paternité à Luquet. Une chapelle gréco-slave lui est annexée, en faveur de laquelle le dominicain Henri Lacordaire donne un sermon de charité à Notre-Dame, le 14 avril 1850.

## Postérité

### Société historique et archéologique de Langres

En qualité d'architecte, Jean Luquet est en 1836 un des fondateurs de la Société historique et archéologique de Langres.

En 1832, Joseph-Philibert Girault de Prangey, archéologue et un des premiers photographes, soutenu par Aubert, maire de Langres, fait avec Génuyt-Besancenet un recensement des antiquités se trouvant inclus dans les remparts. Puis, une commission municipale en fait un inventaire, mais ne réussit pas à obtenir qu'ils soient conservés dans l'ancienne église saint-Didier.
À la suite de ces initiatives, la Société archéologique de Langres est fondée le 21 mai 1836 sous l'impulsion de Jean-Félix-Onésime Luquet, et qui demeurera toujours attaché à ses origines en Haute-Marne comme en témoigne sa correspondance aujourd'hui conservée à la Bibliothèque diocésaine de Langres. Elle fut autorisée par le ministre de l'intérieur le 17 juillet 1836. 
Elle prend le nom de Société historique et archéologique de Langres le 18 février 1842, et ses statuts définitifs datent de 1859, ainsi que sa reconnaissance d'utilité publique, signé le 24 décembre par l'empereur Napoléon III.
C'est encore aujourd'hui une institution culturelle ouverte aux chercheurs, aux enseignants, aux étudiants, et à tous ceux qui s'intéressent à la culture de cette province.

### L'Institut Pontifical des Missions Etrangères
L'idée de fonder un séminaire pour la formation du clergé missionnaire avait déjà été évoquée par le pape Grégoire XVI, qui exprime à Lodovico Maria de Besi, vicaire apostolique en Chine, l'absence d'une institution de ce type en Italie. Le projet a été repris par le pape Pie IX à l’occasion de sa rencontre avec Luquet, des Missions étrangères de Paris. Il l'invite à solliciter l'archevêque de Milan à ouvrir un institut missionnaire dans son diocèse. En 1847, il rencontre l'archevêque Carlo Romilli dans la maison des Oblats des saints Ambroise et Charles de Rho en présence du supérieur de la communauté, Angelo Ramazzotti. Celui-ci, ne pouvant pas lui-même aller en mission, méditait depuis longtemps l'ouverture d'un séminaire pour la formation de missionnaires et avait déjà acquis un palais à Saronno pour l'utiliser à cette fin.
À la fin de l'année 2008, la société comptait 58 maisons et 498 membres, parmi lesquels 457 prêtres. Dans l'esprit de Jean Luquet, l'Institut garde à cœur l'évangélisation des nations et la formation d'un clergé indigène.